# Callionymus rivatoni
Callionymus rivatoni là một loài cá biển thuộc chi Callionymus trong họ Cá đàn lia. Loài này được mô tả lần đầu tiên vào năm 1993.

## Danh pháp khoa học
C. rivatoni được đặt theo tên của Jacques Rivaton, là người đã thu thập các mẫu vật của loài cá này.

## Phân bố và môi trường sống
C. rivatoni có phạm vi phân bố ở Tây Nam Thái Bình Dương. Loài này chỉ được biết đến ở vùng biển xung quanh New Caledonia. C. rivatoni sống trên đáy cát, được tìm thấy ở độ sâu từ 15 đến 110 m.

## Mô tả
Chiều dài tối đa được ghi nhận ở C. rivatoni là khoảng 5,5 cm. C. rivatoni là loài dị hình giới tính: gai vây lưng thứ nhất của cá đực vươn cao hơn so với cá mái, và vây đuôi của cá đực dài hơn so với cá mái. Màu sắc của các mẫu tiêu bản (cá đực và cá mái) được bảo quản trong rượu: Đầu và thân có màu nâu sáng; bụng trắng. Mắt có màu xanh thẫm. Vùng cổ họng có một đốm nâu ở cá đực (không có các đường sọc); cá mái không có đốm này. Hai bên thân (ở phía dưới đường bên) có một hàng đốm màu nâu sẫm. Lưng và nửa thân trên có nhiều đốm màu nâu sẫm và màu trắng. Vây lưng thứ nhất màu xám đậm với các chấm trắng và có một đốm đen lớn trên màng vây thứ hai (cá đực); hoặc màu trắng với các sọc xiên màu nâu và một đốm đen lớn trên gai thứ 3 (cá mái). Vây lưng thứ hai trong mờ, có từ 1 đến 4 vệt nâu trên mỗi màng. Vây hậu môn có dải viền đen (dải của cá đực trải rộng đến nửa vây hậu môn). Vây đuôi có các hàng đốm màu nâu sẫm; rìa dưới màu đen. Vây ngực có nhiều chấm nâu sẫm.
Số gai ở vây lưng: 4; Số tia vây mềm ở vây lưng: 9; Số gai ở vây hậu môn: 0; Số tia vây mềm ở vây hậu môn: 8; Số tia vây mềm ở vây ngực: 18 - 20; Số gai ở vây bụng: 1; Số tia vây mềm ở vây bụng: 5.